# 670
El 670 (DCLXX) fou un any comú començat en dimarts del calendari julià.

## Esdeveniments
- Fundació de Kairuan (Tunísia) pels àrabs (data aproximada).[1]